# City Arena – Štadión Antona Malatinského
Die City Aréna Trnava ist ein Fußballstadion in der slowakischen Stadt Trnava. In dem 1921 eröffneten Stadion spielt der 1923 gegründete Fußballverein Spartak Trnava und die slowakische Fußballnationalmannschaft. Das Stadion liegt nahe dem historischen Altstadtkern der Stadt, umgeben von den Straßen Kollárova, Športová, Koniarekova und Dolné bašty. Von 2013 bis 2015 wurde das alte Stadion in eine moderne Fußballarena mit 19.200 Plätzen umgebaut, zuvor verfügte es über 18.448 Sitzplätze.

## Geschichte
1998 wurde das Stadion zu Ehren des 1992 gestorbenen Fußballers und Nationaltrainers Anton Malatinský umbenannt. Im Jahr 2006 wurde das Stadion aufwändig renoviert. Spartak Trnava spielte deshalb vorübergehend in Senec. Das Portal Sport7.sk kürte die Anlage im Mai 2011 nach dem Štadión pod Dubňom in Žilina zum zweitschönsten Stadion der Slowakei.

### Neubau
Die Stadt Trnava und Investor City Arena unterschrieben im November 2012 den Vertrag zum Umbau des Stadions. Für rund 15 Millionen Euro sollte bis Ende 2014 eine moderne Arena mit 19.000 Plätzen entstehen. Zu dem 76 Millionen Euro umfassende Bauprojekt gehören unter anderem das Einkaufszentrum City Arena, eine zweistöckige Tiefgarage mit 1.150 Plätzen, 4.150 Quadratmeter Büroflächen und ein Multiplex-Kino mit 600 Plätzen.
Im April 2013 begann der Abriss von drei der vier Tribünen, einzig die Längstribüne im Westen blieb erhalten. Die Grundsteinlegung fand im September 2013 statt. Das Stadion wurde mit drei doppelstöckigen und überdachten Rängen ergänzt. Die Bauarbeiten führte das österreichische Unternehmen Strabag durch. Rund zwei Jahre nach der Grundsteinlegung wurde die City Arena Trnava - das größte und modernste Stadion des Landes, am 22. August 2015 mit einem Showprogramm und dem Freundschaftsspiel zwischen Spartak Trnava und der brasilianischen Mannschaft von Athletico Paranaense (0:2) eingeweiht. Zuvor gab es ein Altherrenspiel mit Spartak gegen Ajax Amsterdam aus den Niederlanden.

## Galerie

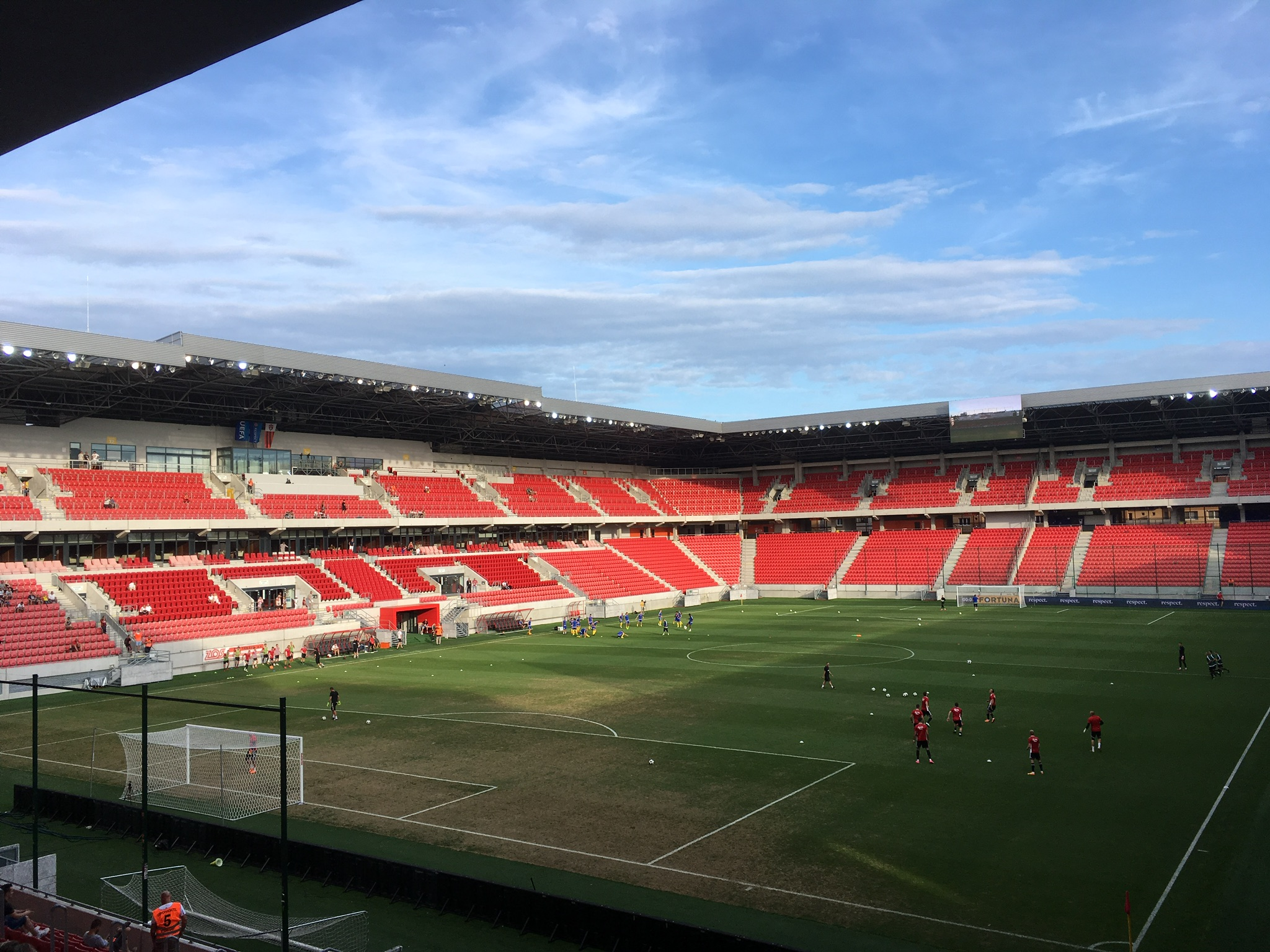
Die City Arena vor einem Spiel zwischen Spartak Trnava und MFK Zemplín Michalovce (2018)
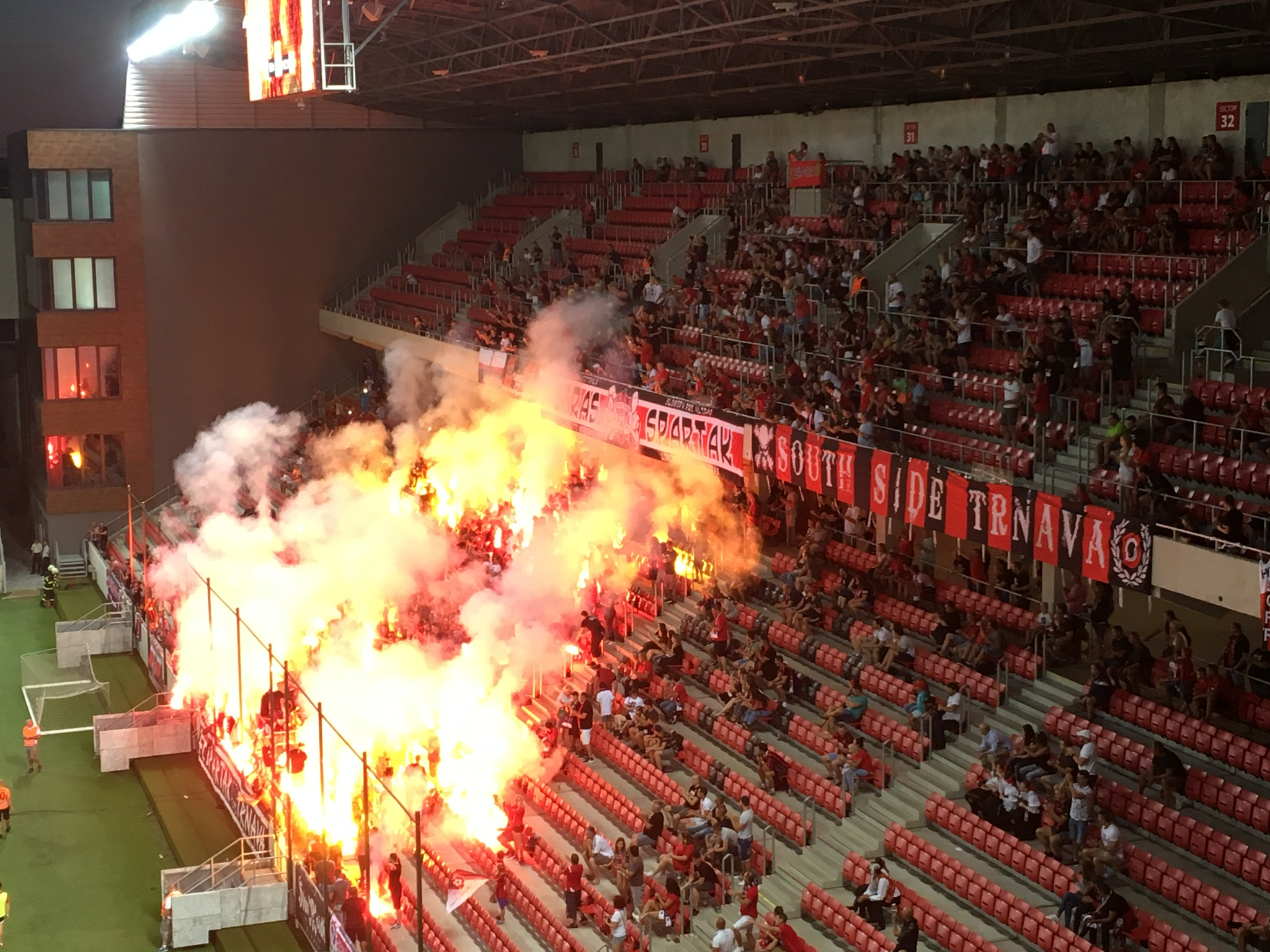
Spartak Trnava Fans während eines Ligaspiels im Sommer 2018